# 哈拉斯·埃尔·霍杜德体育场
哈拉斯·埃尔·霍杜德体育场（英語：Haras El-Hodood Stadium）是一座位於埃及亞歷山卓的多用途運動場，目前主要用作足球賽事，亦是邊防軍體育俱樂部的主場，能容納22,000名觀眾，並設有田徑設施。
運動場曾為2006年非洲國家盃的比賽場地之一。